# Vue panoramique à angle d'élévation constant
Pour les articles homonymes, voir PPI.

Animation simplifiée de l'affichage sur un PPI

La vue panoramique à angle d'élévation constant (plus connue par son nom et sigle en anglais plan position indicator, PPI) est la méthode d'affichage des données qui a été développée dès le tout début de l'invention du radar. Parce qu'elle affiche les données telles que reçues et traitées par le radar, elle est encore aujourd'hui la méthode la plus utilisée pour l'affichage mais le CAPPI est un système compétiteur qui élimine certains inconvénients du PPI.

## Description

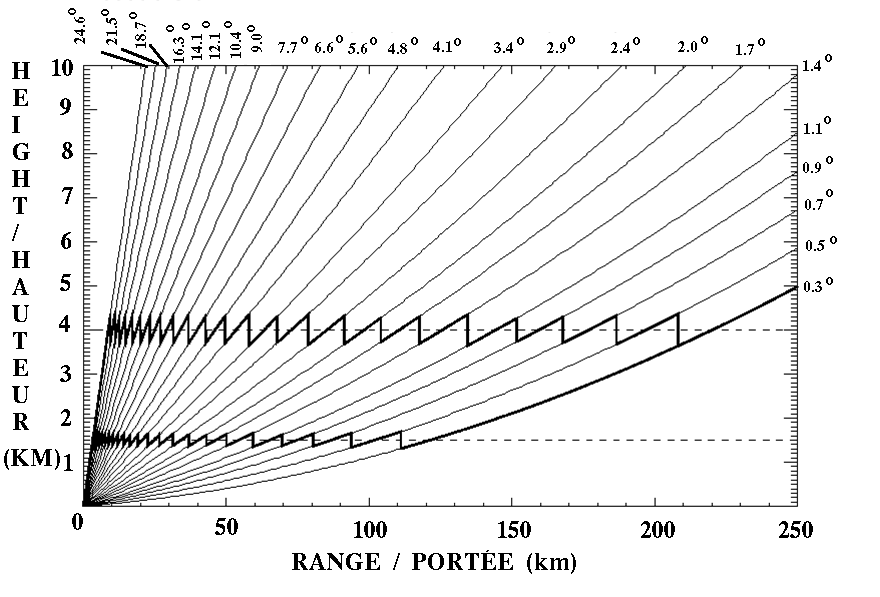
Angles typiquement sondés par un radar météorologique au Canada.

Un radar balaie généralement sur 360 degrés autour du site à un angle d'élévation prédéterminé. Les échos de retour reçus par l'antenne sont colligés et interprétés grâce à un système de traitement du signal. On sonde ainsi l'atmosphère sur une surface qui ressemble à un cône s'élevant depuis le radar vers l'horizon.
Sur un PPI, le radar est généralement situé au centre de l'écran. Les échos sont placés selon l'azimut (0 degré étant généralement le nord sauf dans les navires et les avions où c'est l'avant de l'appareil) et la distance par rapport au centre. Pour faciliter le repérage par un opérateur, des cercles concentriques gradués sont placés depuis le centre vers l'extérieur et des axes radiaux sont placés régulièrement autour de l'affichage. 
Les échos radar vus sur un PPI sont à des altitudes différentes selon la distance au radar comme le montre la figure à droite. Ceci est un inconvénient car les cibles ne sont pas nécessairement toutes à la même altitude Elles peuvent donc être manquées ou être vue seulement en partie selon la distance au radar.

## Histoire
Les premières données radar développées dans les années 1930 ont été celles de la position et de l'intensité du retour que l'on appelle la réflectivité. Le PPI (de l'anglais Plan Position Indicator) a été développé par Hans Hollmann en Allemagne en 1937 alors qu'il travaillait chez GEMA (Gesellschaft für Elektroakustische und Mechanische Apparate, soit Société d'appareillages électro-acoustiques et mécaniques). Hollman l'a breveté en 1940 et l'armée allemande l'a utilisé dans le radar Jagdschloss par la suite. C'est cependant au Telecommunications Research Establishment de Grande-Bretagne qu'il a été perfectionné et produit pour la première fois à grande échelle pour équiper le radar H2S des bombardiers durant la Seconde Guerre mondiale. 
Les premiers systèmes reproduisaient, en temps réel, le parcours du faisceau radar autour de l'horizon par un faisceau lumineux sur l'écran cathodique. Cet affichage a peu changé depuis mais le traitement électronique permet de garder en mémoire les différents balayages. Ceci permet de rouler en boucle une séquence temporelle de PPIs ou de regarder un moment précis sans pour autant empêcher le radar de prendre de nouvelles données.

## Utilisations modernes

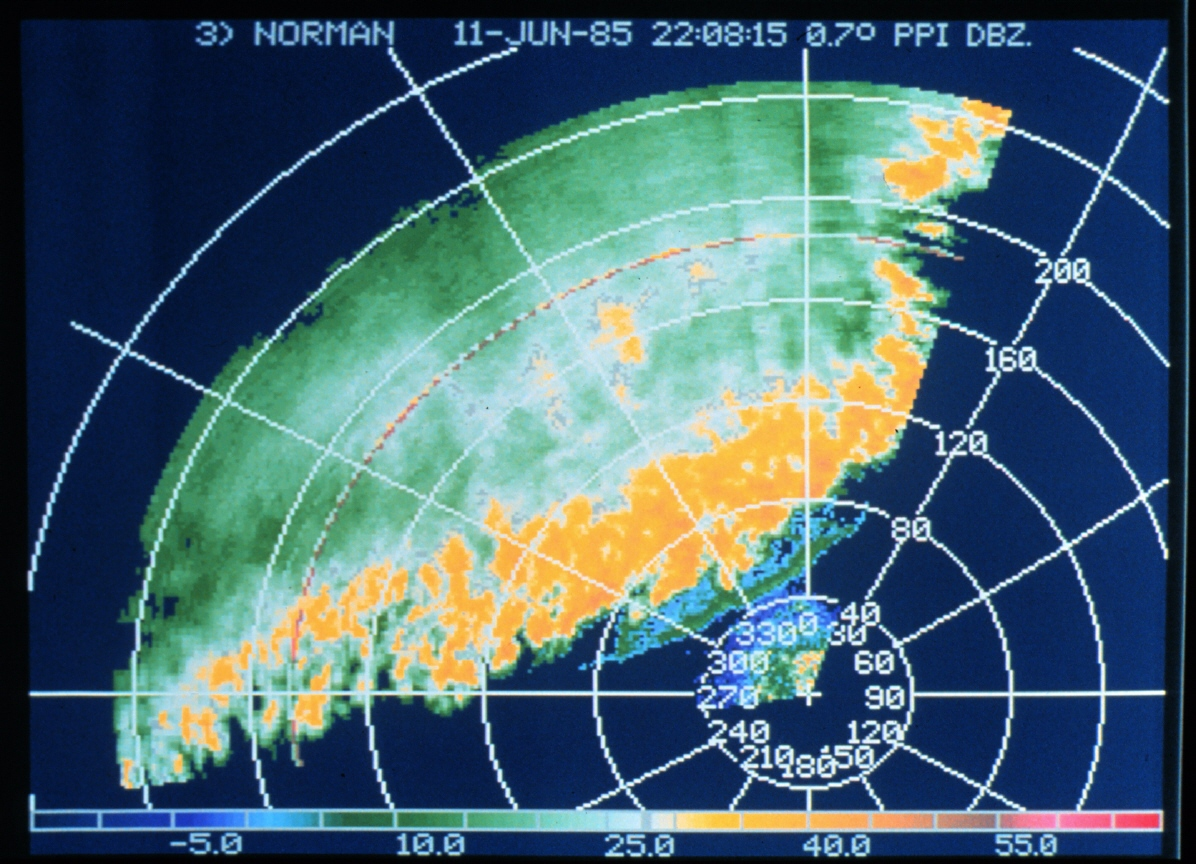
Image d'un front d'orages en réflectivité (en dBZ), vu sur le PPI de 0,7 degré d'élévation (NOAA)

En plus des intensités des échos, le traitement pour la vitesse radiale (Doppler) des cibles et les rapports entre les retours de faisceaux polarisés orthogonalement (polarisation) se sont ajoutés aux données disponibles depuis la guerre. Dans tous ces cas, le PPI est l'affichage le plus courant et peut être utilisé pour montrer les différents angles sondés. 
Le PPI est utilisé dans l'affichage des radars pour l'aviation, la navigation, les radars météorologiques et autres domaines. Les lidars et sonars modernes peuvent utiliser un système similaire d'affichage au PPI depuis que les ordinateurs permettre de sonder comme un radar.